# Luisa Giuliana di Nassau
Luisa Giuliana di Nassau (Delft, 31 marzo 1576 – Königsberg, 15 marzo 1644) fu una principessa di Orange e del Palatinato.

## Biografia
Era la figlia maggiore di Guglielmo I d'Orange, e della sua terza moglie, Carlotta di Borbone-Montpensier. Dopo che suo padre fu ucciso a Delft da Balthasar Gérard nel 1584, lei e altre cinque sorelle vennero cresciute dalla matrigna Louise de Coligny. Come capo di una delle più importanti famiglie protestanti, Louise cercò di trovare mariti influenti di questa fede per le sue figlie.

## Matrimonio
Sposò, a Dillenburg il 23 giugno 1593, Federico IV Elettore Palatino (1574-1610), figlio dell'elettore Ludovico VI e della principessa Elisabetta d'Assia.
Ebbero otto figli:
- Luisa Giuliana (16 luglio 1594-28 aprile 1640);
- Caterina Sofia (10 giugno 1595-28 giugno 1626);
- Federico (26 agosto 1596-29 novembre 1632);
- Luigi Guglielmo (5 agosto 1600-10 ottobre 1600);
- Elisabetta Carlotta (19 novembre 1597-26 aprile 1660);
- Anna Eleonora (4 gennaio 1599-10 ottobre 1600);
- Maurizio Cristiano (18 settembre 1601-28 marzo 1605);
- Luigi Filippo (23 novembre 1602-6 gennaio 1655).

Dopo un'infanzia e un'adolescenza ricche di privazioni, Luisa Giuliana dovette abituarsi a una corte relativamente ricca e un marito amante del divertimento. Il matrimonio fu considerato felice e Luisa Giuliana si dedicò alla sua famiglia.
Dopo la morte prematura di suo marito nel 1610, Luisa Giuliana fu nominata tutrice del figlio maggiore, ma il suo principale turore fu il duca Giovanni II del Palatinato-Zweibrücken. Dopo un anno, suo figlio fu dichiarato maggiorenne e Luisa Giuliana lo mandò a completare la sua educazione alla corte di sua sorella Elisabetta a Sedan.
Quando l'imperatore Mattia morì nel 1619, gli stati boemi elessero come loro re l'elettore Federico V, il 24 agosto 1619. Luisa Giuliana consigliò a suo figlio senza successo di non accettare la corona reale. Dopo l'avventura in Boemia, la famiglia elettorale dovette fuggire dalle truppe imperiali dal Palatinato.

## Morte
Luisa Giuliana non rivide più il figlio. Andò con due dei suoi nipoti prima nel Württemberg, ma il duca Giovanni Federico le chiese, per paura dell'imperatore, di lasciare il paese. Si trasferì da sua figlia a Berlino. Luisa Giuliana morì il 15 marzo 1644 a Königsberg e fu sepolto nella cattedrale di Königsberg.

## Antenati
|                                     |                              |                                      | Genitori                             |  |  | Nonni |  |  | Bisnonni                           |  |  | Trisnonni                            |  |
|                                     |                              |                                      |                                      |  |  |       |  |  | 8. Giovanni V di Nassau-Dillenburg |  |  | 16. Giovanni IV di Nassau-Dillenburg |  |
|                                     |                              |                                      |                                      |  |  |       |  |  | 8. Giovanni V di Nassau-Dillenburg |  |  | 16. Giovanni IV di Nassau-Dillenburg |  |
|                                     |                              | 17. Maria di Loon-Heinsberg          |                                      |  |  |       |  |  | 8. Giovanni V di Nassau-Dillenburg |  |  |                                      |  |
| 4. Guglielmo I di Nassau-Dillenburg |                              |                                      |                                      |  |  |       |  |  | 8. Giovanni V di Nassau-Dillenburg |  |  |                                      |  |
|                                     |                              | 9. Elisabetta d'Assia-Marburg        | 18. Enrico III d'Assia-Marburg       |  |  |       |  |  |                                    |  |  |                                      |  |
|                                     |                              | 9. Elisabetta d'Assia-Marburg        | 18. Enrico III d'Assia-Marburg       |  |  |       |  |  |                                    |  |  |                                      |  |
|                                     |                              | 9. Elisabetta d'Assia-Marburg        | 19. Anna di Ketznelnbogen            |  |  |       |  |  |                                    |  |  |                                      |  |
| 2. Guglielmo I d'Orange             |                              | 9. Elisabetta d'Assia-Marburg        |                                      |  |  |       |  |  |                                    |  |  |                                      |  |
|                                     |                              | 10. Bodo VIII di Solberg-Wernigerode | 20. Enrico IX di Stolberg            |  |  |       |  |  |                                    |  |  |                                      |  |
|                                     |                              | 10. Bodo VIII di Solberg-Wernigerode | 20. Enrico IX di Stolberg            |  |  |       |  |  |                                    |  |  |                                      |  |
|                                     |                              | 10. Bodo VIII di Solberg-Wernigerode | 21. Margherita di Mansfeld           |  |  |       |  |  |                                    |  |  |                                      |  |
| 5. Giuliana di Stolberg             |                              | 10. Bodo VIII di Solberg-Wernigerode |                                      |  |  |       |  |  |                                    |  |  |                                      |  |
|                                     |                              | 11. Anna di Eppstein-Königstein      | 22. Filippo I di Eppstein-Königstein |  |  |       |  |  |                                    |  |  |                                      |  |
|                                     |                              | 11. Anna di Eppstein-Königstein      | 22. Filippo I di Eppstein-Königstein |  |  |       |  |  |                                    |  |  |                                      |  |
|                                     |                              | 11. Anna di Eppstein-Königstein      | 23. Luisa de La Marc                 |  |  |       |  |  |                                    |  |  |                                      |  |
| 1. Luisa Giuliana di Nassau         |                              | 11. Anna di Eppstein-Königstein      |                                      |  |  |       |  |  |                                    |  |  |                                      |  |
|                                     | 12. Luigi di Borbone-Vendôme | 24. Giovanni VIII di Borbone-Vendôme |                                      |  |  |       |  |  |                                    |  |  |                                      |  |
|                                     | 12. Luigi di Borbone-Vendôme | 24. Giovanni VIII di Borbone-Vendôme |                                      |  |  |       |  |  |                                    |  |  |                                      |  |
|                                     | 12. Luigi di Borbone-Vendôme | 25. Isabella di Beauvau              |                                      |  |  |       |  |  |                                    |  |  |                                      |  |
| 6. Luigi III di Montpensier         | 12. Luigi di Borbone-Vendôme |                                      |                                      |  |  |       |  |  |                                    |  |  |                                      |  |
|                                     |                              | 13. Luisa di Borbone-Montpensier     | 26. Gilberto di Borbone-Montpensier  |  |  |       |  |  |                                    |  |  |                                      |  |
|                                     |                              | 13. Luisa di Borbone-Montpensier     | 26. Gilberto di Borbone-Montpensier  |  |  |       |  |  |                                    |  |  |                                      |  |
|                                     |                              | 13. Luisa di Borbone-Montpensier     | 27. Chiara Gonzaga                   |  |  |       |  |  |                                    |  |  |                                      |  |
| 3. Carlotta di Borbone-Montpensier  |                              | 13. Luisa di Borbone-Montpensier     |                                      |  |  |       |  |  |                                    |  |  |                                      |  |
|                                     |                              | 14. Giovanni IV di Longwy            | 28. Filippo di Longvy                |  |  |       |  |  |                                    |  |  |                                      |  |
|                                     |                              | 14. Giovanni IV di Longwy            | 28. Filippo di Longvy                |  |  |       |  |  |                                    |  |  |                                      |  |
|                                     |                              | 14. Giovanni IV di Longwy            | 29. Giovanna di Bauffremont          |  |  |       |  |  |                                    |  |  |                                      |  |
| 7. Giacomina di Longwy              |                              | 14. Giovanni IV di Longwy            |                                      |  |  |       |  |  |                                    |  |  |                                      |  |
|                                     |                              | 15. Giovanna d'Angoulême             | 30. Carlo di Valois-Angoulême        |  |  |       |  |  |                                    |  |  |                                      |  |
|                                     |                              | 15. Giovanna d'Angoulême             | 30. Carlo di Valois-Angoulême        |  |  |       |  |  |                                    |  |  |                                      |  |
|                                     |                              | 15. Giovanna d'Angoulême             | 31. Antonietta di Polignac           |  |  |       |  |  |                                    |  |  |                                      |  |
|                                     |                              | 15. Giovanna d'Angoulême             |                                      |  |  |       |  |  |                                    |  |  |                                      |  |